# ريزدنت إيفل:رزستنس
ريزدنت إيفل:رزستنس (بالإنجليزية: Resident Evil: Resistance)‏ هي لعبة لعبة فيديو صدرت في 3 ابريل 2020 من تطوير نيوباردز للترفيه من نشر مجموعة كابكوم.

## اسلوب اللعب
ريزدنت إيفل:رزستنس هي لعبة متعددة اللاعبين عبر الإنترنت تضع فريقًا من أربعة لاعبين ناجين ضد لاعب واحد يعتبر العقل المدبر الذي يمكنه إنشاء الافخاخ والمخاطر الأخرى.

## وصلات خارجية
- الموقع الرسمي